# Ocotònids
Els ocotònids (Ochotonidae) són una família de lagomorfs que viuen en regions fredes de l'extrem oriental d'Europa, gran part d'Àsia i Nord-amèrica. Els únics representants d'aquest grup que han sobreviscut fins avui en dia són les piques (Ochotona), però la família té un registre fòssil ric que s'estén com a mínim fins a l'Oligocè. Les espècies extintes tenien una distribució molt més àmplia a Europa i fa aproximadament 63.000 anys encara eren presents a la península Ibèrica.